# Proplatycnemis sanguinipes
Proplatycnemis sanguinipes is een juffer uit de familie van de breedscheenjuffers (Platycnemididae).
De wetenschappelijke naam van de soort werd in 1951 als Platycnemis sanguinipes gepubliceerd door Schmidt.